# Stradun
Placa ili Stradun je glavna ulica u staroj gradskoj jezgri, ali i u Dubrovniku općenito. Naziv "Placa" potječe od latinske riječi "platea", što znači "ulica", a ime "Stradun" potječe od Mlečana i podrugljiv je naziv za veliku ulicu.
Placa se proteže u smjeru istok – zapad, a nalazi se između dvoja gradska vrata (Vratima od Pila i Vratima od Ploča). Na mjestu današnje Place u prošlosti nije bio močvarni teren, kako navode neki povjesničari, koji je razdvajao Ragusu od Dubrave. Na početku i na kraju Place nalaze se i dvije fontane (Velika i Mala Onofrijeva česma) te dva zvonika (Gradski zvonik i zvonik franjevačke crkve i samostana). Placa je popločena kamenim blokovima, uglačanim do sjaja drvenog parketa, pa ga nazivaju i ulica – salon. Svoju namjenu, Placa je dobila u 12. stoljeću, a današnji je izgled dobila nakon katastrofalnog potresa 1667. godine, kad je veliki broj građevina bio srušen. Starije slike Dubrovnika nam pokazuju kako zgrade na Placi prije potresa nisu imale tako tipiziran izgled kao danas, mnoge su imale arkade kao palača Sponza, a neke su bile i ukrašenije. Današnji izgled zgrada na Placi potječe iz razdoblja poslije potresa 1667. godine, kada je Statutom Dubrovačke Republike bio određen način gradnje stambenih zgrada: u prizemlju je uvijek bio trgovačko – poslovni prostor s vratima na koljeno, a u veliki se magazin ulazilo iz sporedne ulice. Na prvom je katu bio stambeni prostor, dok su sobe bile na drugom katu. Kuhinja i ostale gospodarske prostorije su se uvijek nalazile u potkrovlju. Naime, nakon potresa, u Gradu je buknuo požar, koji je uništio velik broj stambenih i ostalih zgrada. Odredbom da se kuhinje presele u potkrovlje sprječavalo se širenje požara. 
Placa završava trgom Luža ispred Gradskog zvonika te tako obuhvaća veći broj važnijih spomenika unutar stare gradske jezgre te je tako omiljeno šetalište domaćeg stanovništva, kao i stranih turista. 
Danas se Placa koristi za svečanu procesiju za vrijeme proslave Feste sv. Vlaha, 3. veljače, a odabrati doček Nove godine na Placi se proglašava među 10 najboljih odabira u svijetu svake godine.

## Popis znamenitosti na Placi
- Zapadni ulaz na gradske zidine
- Velika Onofrijeva česma
- Samostan klarisa
- Crkva sv. Spasa
- Franjevačka crkva i samostan Male braće
- Rodna kuća Iva Vojnovića
- Palača Sponza
- Zvonara Luža
- Gradski zvonik
- Mala Onofrijeva česma
- Orlandov stup
- Zgrada glavne straže
- Crkva sv. Vlaha

- Pogled na Placu
- Po noći
- Placa ljeti
- Placa ujutro
- Placa ispred palače Sponze